# Strymon kingi
Strymon kingi är en fjärilsart som beskrevs av Alexander Barrett Klots och Clench 1952. Strymon kingi ingår i släktet Strymon och familjen juvelvingar. Inga underarter finns listade i Catalogue of Life.